# Anthrobia monmouthia
Anthrobia monmouthia é uma espécie de aranhas da família Linyphiidae.